# Gornje Trnjane
Gornje Trnjane (izvirno srbsko Горње Трњане) je naselje v Srbiji, ki upravno spada pod Mesto Leskovac; slednja pa je del Jablaniškega upravnega okraja.

## Demografija
V naselju, katerega izvirno (srbsko-cirilično) ime je Горње Трњане, živi 192 polnoletnih prebivalcev, pri čemer je njihova povprečna starost 38,1 let (36,8 pri moških in 39,4 pri ženskah). Naselje ima 60 gospodinjstev, pri čemer je povprečno število članov na gospodinjstvo 4,17.
To naselje je, glede na rezultate popisa iz leta 2002, večinoma srbsko.
|  |

| Demografija | Demografija     | Demografija     |
| Leto        | Št. prebivalcev | Št. prebivalcev |
| ----------- | --------------- | --------------- |
|             |                 |                 |
|             |                 |                 |
|             |                 |                 |
|             |                 |                 |
| 1948        | 245             |                 |
| 1953        | 256             |                 |
| 1961        | 244             |                 |
| 1971        | 241             |                 |
| 1981        | 256             |                 |
| 1991        | 228             | 228             |
| 2002        | 256             | 250             |
|             |                 |                 |

| Etnična sestava po popisu iz leta 2002 | Etnična sestava po popisu iz leta 2002 | Etnična sestava po popisu iz leta 2002 | Etnična sestava po popisu iz leta 2002 | Etnična sestava po popisu iz leta 2002 |
| -------------------------------------- | -------------------------------------- | -------------------------------------- | -------------------------------------- | -------------------------------------- |
| Srbi                                   | Srbi                                   |                                        | 247                                    | 98,8%                                  |
| Neznano                                | Neznano                                |                                        | 3                                      | 1,2%                                   |